# W.A.R.P.E.D.
W.A.R.P.E.D. ist ein 2005 erschienenes Musikalbum des US-amerikanischen Gitarristen Chris Caffery, der hauptsächlich für seine Arbeit bei der Band Savatage bekannt ist. Je nach Zählung ist es sein zweites oder drittes Soloalbum. Große Teile des Albums wurden bereits unter dem Titel „God Damn War“ veröffentlicht, welches ebenso wie „W.A.R.P.E.D.“ ein Konzeptalbum über Krieg im Allgemeinen und den Irakkrieg im Besonderen darstellt.

## Entstehung
Sämtliches Material des Albums wurde zusammen mit den Vorgängeralben „Faces“ und „God Damn War“ im Sommer 2004 aufgenommen. Die Bandbesetzung ist identisch, allerdings sind im Lied „Iraq Attack“ die Gastmusiker Jon Oliva (Gesang; beteiligt an Savatage, Jon Oliva’s Pain und Doctor Butcher) und Brian Gregory (Bass; von Doctor Butcher) zu hören.
Der Großteil des Werkes besteht aus den Liedern des Albums „God Damn War“; das Lied „W.A.R.P.E.D.“ fand als Bonustrack der USA-Ausgabe von „Faces“ Verwendung. Die übrigen Stücke sind neu und waren bis dahin unveröffentlicht. Das Lied „Amazing Grace“ wurde allerdings im Unterschied zur Version von „God Damn War“ leicht verändert; hier wird die Musik mit Samples von Kriegsgeräuschen unterlegt. Im Gegensatz zur „Faces/God Damn War“-Doppel-CD hat das Album auch ein eigenes Booklet erhalten, in dem alle Texte sowie Anmerkungen dazu abgedruckt sind. Ein Lied des Albums mit Namen „Fright Knights“, das bereits auf der „The Mold“-Single stand, gehörte ebenfalls zu Albenkonzept, passte jedoch aus Platzgründen nicht mehr auf das Album und konnte gegen ein Passwort über Cafferys Homepage heruntergeladen werden.
Das Album erschien im Frühjahr 2005 ausschließlich als Digipack-Ausgabe und wurde vom griechischen Label Black Lotus Records veröffentlicht. 2006 erschien eine Dreifach-CD im Digipack, die „W.A.R.P.E.D.“ und die beiden Vorgänger miteinander kombinierte.

## Cover und Albentitel
Das Plattencover wurde vom Unternehmen Seth Design entworfen. Es zeigt einen Mann in Anzug, der auf dem Kopf einen Hut und ein Stofftuch mit einem aufgemalten Gesicht trägt. In der Hand hält er eine MP-40-Maschinenpistole. Im Hintergrund ist ein militärischer Friedhof mit zahlreichen Holzkreuzen zu sehen; am Himmel fliegt ein Kampfhubschrauber.
Der Albentitel ist ein Wortspiel mit den Begriffen war (engl.: Krieg) und warp (verzerren). Das zugehörige Lied handelt entsprechend von der Verzerrung der Wirklichkeit des Krieges durch Massenmedien, insbesondere durch Fernsehen.

## Bedeutung der Lieder
Wie im Booklet nachgelesen werden kann, ist jedes Lied einem bestimmten Thema des Irakkrieges zugeordnet:
- „Home Is Where the Hell Is“, eine Verballhornung des Sprichworts „Home Is Where the Heart Is“, stellt aus religiöser Perspektive Krieg als eine mögliche Manifestation des Teufels dar.
- „God Damn War“ handelt davon, dass kriegerische Handlungen bereits seit Jahrtausenden für Söldner und Warlords ein Lebensstil und ein einträgliches Geschäft sind.
- „Election Day“ bezieht sich auf Wahlen in einer Demokratie und stellt die Frage, ob die Wahl einen wirklichen Einfluss auf die politischen Entscheidungen hat und Demokratie die Menschen wirklich vor Krieg bewahren kann. Insbesondere stellt sich diese Frage in den USA, die nach Ansicht von Caffery viele Kriege mit dem Ziel einer Demokratisierung führen.
- „Erase“ beschreibt die Terroranschläge am 11. September 2001 und konstatiert, dass es keine größere Waffe als die Furcht gebe, welche von Selbstmordattentätern verbreitet wird.
- „Fool, Fool!“ befasst sich mit Wut und Rachegelüsten, die einen Krieg gegen den Irak und andere Länder antreiben.
- „Edge of Darkness“ thematisiert die indirekte Kriegsführung mit Lenkwaffen wie Cruise-Missiles ohne Rücksicht auf zivile Opfer.
- „Saddamize“ stellt fest, dass durch das gemeinsame Feindbild auch freie Staaten in Hysterie verfallen und sich auch in der Zivilgesellschaft militärische Hierarchien durchsetzen.
- In „I“ findet der internationale Protest gegen den Krieg seinen Ausdruck.
- „W.A.R.P.E.D.“ steht – wie bereits oben erwähnt – für die Verzerrung der Sicht auf die Ereignisse sowie für eine Distanzierung des Zuschauers vom Geschehen.
- „Iraq Attack“ greift die unklare politische Situation vor Beginn des Krieges auf.
- „Fright Knights“ hat die Tatsache zum Inhalt, dass die Soldaten der Koalitionstruppen nach dem offiziellen Ende der Kampfhandlungen mit einer Art Guerillakrieg konfrontiert wurden.
- „The State of the Head“ handelt von Entführern, die Soldaten und Zivilisten in Geiselhaft nehmen und ihnen per Videoband den Tod durch Enthauptung androhen. Der ist erneut ein Wortspiel, diesmal mit dem Begriff „Head of the State“, wodurch aus „Staatsoberhaupt“ ein „Zustand des Kopfes“ wird.
- „Amazing Grace“ beschreibt ausgehend von Melodie und Text des gleichnamigen Spirituals “Kriegsgewinnler”, die sich vor dem eigentlichen Geschehen drücken können.
- „Piece Be with You“ handelt von den Reflexionen eines sterbenden Soldaten, der bemerkt, seinen Respekt vor dem menschlichen Leben völlig verloren zu haben.
- „Beat Me, You’ll Never Beat Me“ stellt fest, dass der Planet Erde auch ohne die Menschen weiterexistieren könnte und ebenso in der Lage sei, die Menschheit völlig zu vernichten.
- „Curtains“ behandelt Meinungsverschiedenheiten zum Krieg und die zugehörigen Diskussionen, die letztlich im Sand verlaufen.

## Titelliste
1. Home Is Where the Hell Is (7:02)
2. God Damn War (6:35)
3. Election Day (2:34)
4. Erase (5:41)
5. Fool, Fool! (2:58)
6. Edge of Darkness (4:11)
7. Saddamize (7:38)
8. I (4:32)
9. Iraq Attack (5:26)
10. W.A.R.P.E.D. (3:38)
11. The State of the Head (5:35)
12. Amazing Grace (1:36)
13. Piece Be with You (5:55)
14. Beat Me, You’ll Never Beat Me (6:01)
15. Curtains (3:13)

Gesamtspielzeit: 72 Minuten 35 Sekunden